# Von einem Einsiedel und drei Gaunern

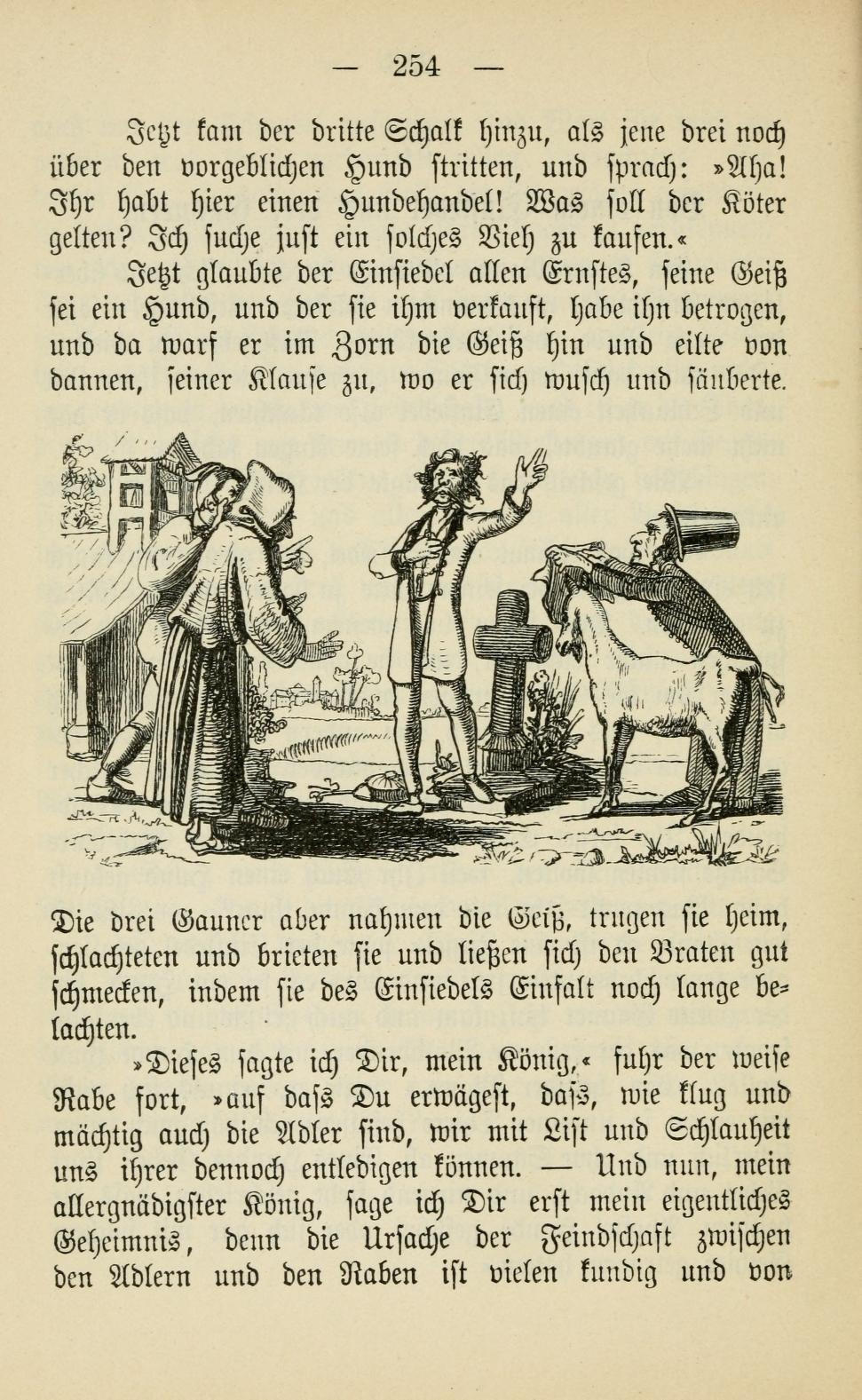
Illustration, 1890

Von einem Einsiedel und drei Gaunern (auch: Der Einsiedler und die drei Gauner.) ist ein Schwank (AaTh 1551). Er steht in Ludwig Bechsteins Neues deutsches Märchenbuch an Stelle 40 und stammt aus Antonius von Pforrs Das Buch der Beispiele der alten Weisen (Kap. 5: Der um eine Geiß geprellte Einsiedler).

## Inhalt
Drei Diebe bringen einen frommen Einsiedler um seine Ziege, indem sie nacheinander vorbeikommen und behaupten, es sei ein Hund.

## Herkunft
Den Text erzählt, zumindest bei Bechstein, der Rabe aus Nr. 37 Die Adler und die Raben seinem König, um zu verdeutlichen, wie sie die Adler überlisten könnten. Die ganze Sequenz stammt aus Antonius von Pforrs Das Buch der Beispiele der alten Weisen, einer Übertragung des indischen Panchatantra. Vgl. Pfarrer Scarpacifico in Straparolas Ergötzliche Nächte.